# 't Fort
Voor het arbeidersbuurtje 't Fort uit 1890 in de Haagse Schilderswijk zie Het Fort (Den Haag)
't Fort is een woon- en winkelcomplex in de Nederlandse stad Apeldoorn en is een ontwerp van het Haagse architectenbureau atelier PRO. Het bevat 278 appartementen en grondgebonden woningen, evenals winkelunits op de begane grond, twee supermarkten en een sociaal medisch centrum. De officiële naam bij de opening was Centrum 't Fort. 
Sfb-Vastgoed en ING Vastgoed waren de opdrachtgevers. De kosten kwamen uit op €21.455.000 en de vloeroppervlakte is 39.900 m², waarvan 6417 m² BVO. De bouw begon in 1999 en de eerste bewoners kwamen eind 2000. Het opleverjaar was 2001. Van Wijnen Noord uit Arnhem was de hoofdaannemer. Het is gelegen in de deelwijk Osseveld-Oost. Het winkelgebied staat bekend als Winkelcentrum 't Fort.
Het complex geeft vanaf de buitenzijde veelal een monolithische indruk. Aan de kant van de stadsring is een plein aangelegd als schakel tussen de stad en het winkelcentrum. De monoliet wordt doorsneden met enkele routes die drie compacte bouwblokken afbakenen en waarvan de binnenhoven zijn uitgewerkt met collectief groen, terrassen, bergingen en tuinen.
Het project bestaat uit de vier deelgebieden 't Fort-Hof, 't Fort-Ruit, 't Fort-Vlieger en 't Fort-Donjon. In 1999 werd het verkocht aan bpfBouwinvest en PPF bouw. Circa vijftig appartementen in 't Fort-Hof kregen een eigen Vereniging van Eigenaars (VvE), evenals circa vijftig in 't Fort-Vlieger. De overige appartementen en winkels werden eigendom van bpfBouwinvest en PPF bouw.
Als eerste werd 't Fort-Vlieger opgeleverd met koop- en huurwoningen en beneden winkels. Zo werd als eerste VvE "Vlieger" opgericht. bpfBouwinvest had hierin een meerderheidsbelang. Hierna volgde 't Hof en daarna Ruit/Donjon. Alle zijn VvE`s. Daarnaast werd er als hoofdvereniging een algemene VvE opgericht onder de naam 't Fort. In 2006 werden de woningen van PPF verkocht aan een Brabants bedrijf.
De spoorlijn Apeldoorn-Deventer ligt vlak naast de locatie. Op 10 december 2006 kreeg Osseveld een eigen treinstation: Apeldoorn Osseveld, aan de rand van 't Fort.

## Kunstwerken

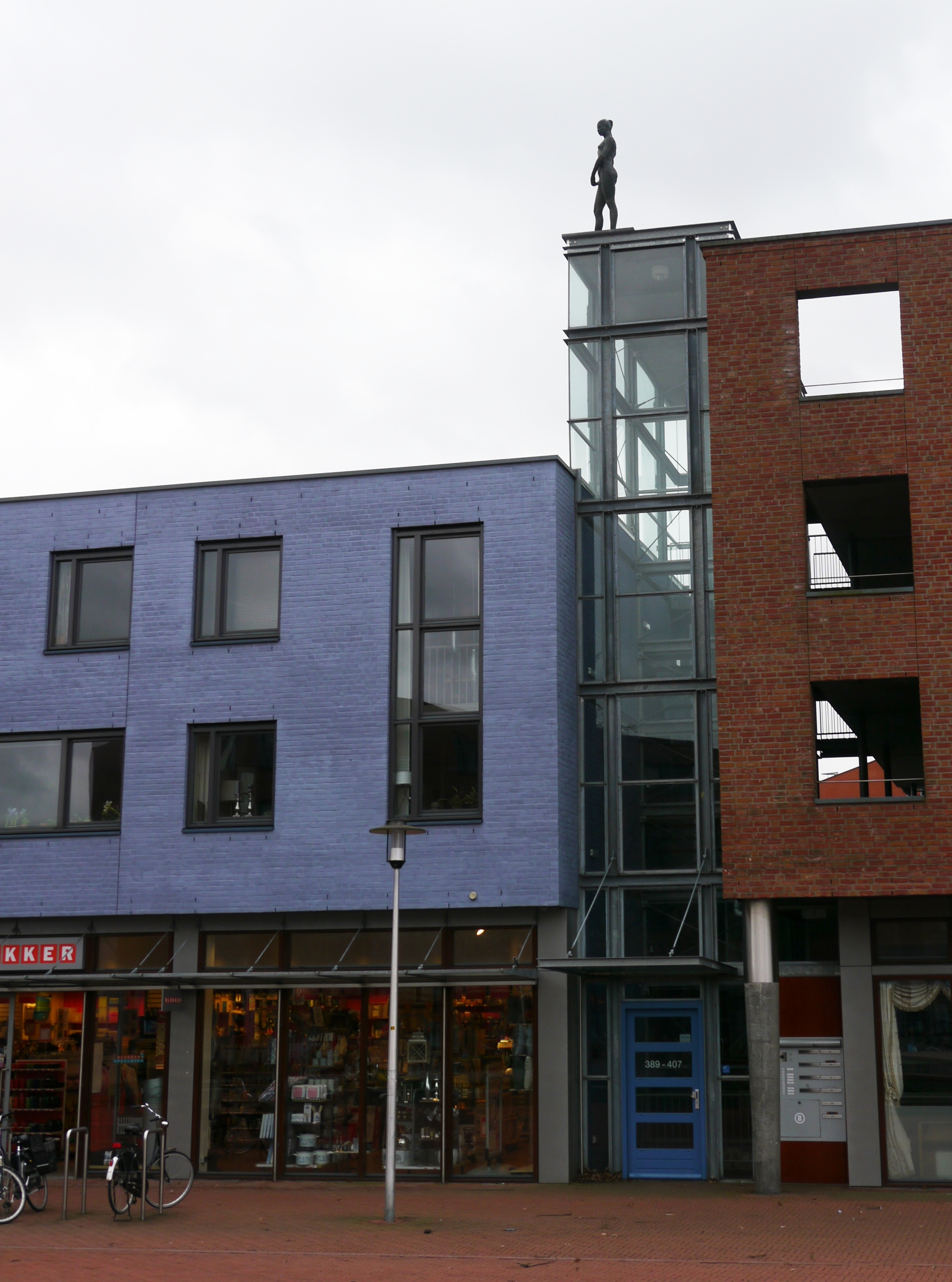
Danseres van Willem Verbon op dak van 't Fort in februari 2011

In 2001 was er sprake van dat er op het plein een waterpartij door de gemeente Apeldoorn zou worden gecreëerd. Na de in 1999 op de Westfriese Flora met 32 doden omgeven legionellaramp werd dit plan geannuleerd. In plaats daarvan werd als kunstwerk de "Fortwal" geplaatst.
bpfBouwinvest plaatste vervolgens het beeld Danseres van de Nederlandse beeldhouwer Willem Verbon op de liftopbouw. Het is een kopie van een fragment uit 1955 van een onvoltooid gebleven beeldengroep. Veel huurders van woningen van 't Fort-Vliegers rechtervleugel waren hierover erg ontstemd, omdat de lift werd wegbezuinigd terwijl er wel geld was voor een beeld. 
Nadat in februari 2020 iemand in datzelfde winkelcentrum zelfmoord pleegde door van het dak af te springen, werd ervoor gepleit om het beeld te verplaatsen.